# مخباز
المِخْبَاز أو المِطْرَحَة (جمع: مَطَارح) أداة تشبه الجاروف يدخل بها الخباز أرغفة الخبز والبتزة والمعجنات وغيرها من المخبوزات إلى النار ثم يخرجها منه. وتسمَّى مطرحة لأنها الأداة التي يطرح بها الخبزَ في الفرن. تصنع عادة من الخشب، مع لوح (مثل لوح المجرفة) لحمل الخبيز، ومِقبَضٍ يمتد من جانب واحد من هذا السطح. قد يكون اللوح مصنوعًا من صفائح معدنية متصلة بمقبض خشبي. يتميز الخشب بأنه لا يصبح ساخنًا لدرجة تحرق يدي المستخدم بالطريقة التي يمكن أن يحرقها المعدن، حتى لو وضع عدة مرات في الفرن.
وظائف المطرحة:

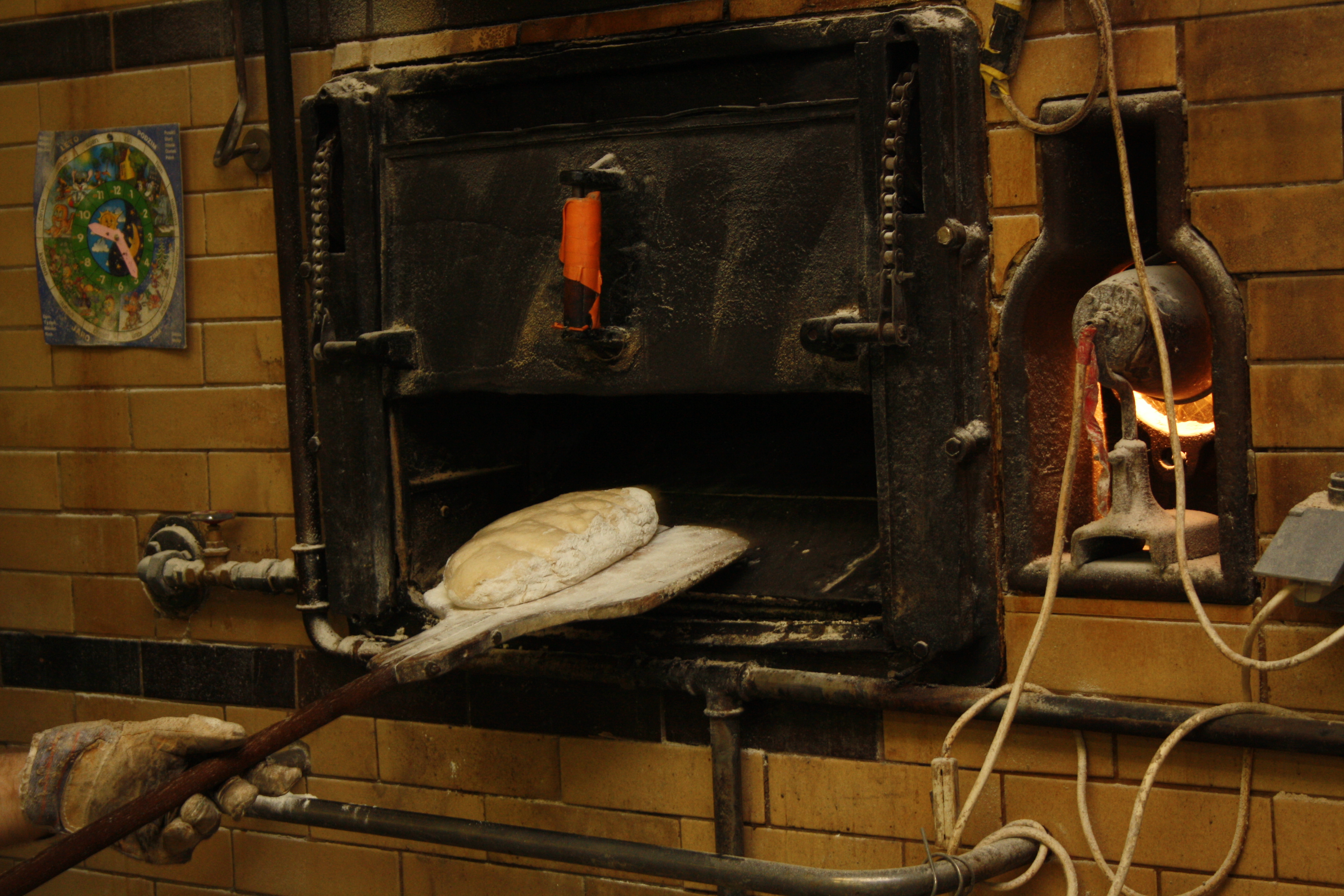
رغيف خبز يوضع في فرن بالمِخْبَاز (يرتدي الخبّاز قفازًا لوقاية يده من الحرارة)

- انقل الخبز والمعجنات الرقيقة وما إلى ذلك إلى الفرن حيث يمكن أن يؤدي نقلها باليد مباشرة إلى تشويه هيكلها الرقيق.
- تسمح بطرح الطعام في الفرن في مكان أبعد مما يمكن للخباز الوصول إليه.
- يبقي يدي الخباز بعيدًا عن الجزء الأكثر سخونة في الفرن، أو تحمي الخباز من حرق يديه بالخبيز الساخن.

يرش المخباز قبل الاستخدام بالطحين أو دقيق الذرة أو نخالة القمح المطحون للسماح للمخبوزات بالانزلاق عليها ورفعها منه بسهولة.

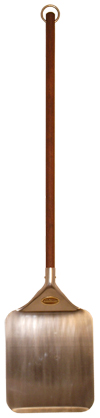
يناسب كل مخباز الخشب والمعدن الرقيق العجين المسطح، كما في حالة البتزة.

توجد مطارح بأحجام عديدة بحيث يتناسب طول المقبض وعمق الفرن، ويتناسب حجم اللوح حجم الطعام المراد حمله. م